# 佩里耶昂博菲塞勒
佩里耶昂博菲塞勒（法語：Perriers-en-Beauficel，法語發音：[pɛʁje ɑ̃ bofisɛl]）是法国芒什省的一个市镇，属于阿夫朗什区。

## 地理
佩里耶昂博菲塞勒（48°44'13"N, 0°59'48"W）面积9.3 平方千米，位于法国诺曼底大区芒什省，该省份为法国西北部沿海省份，西、北、东北三面环大西洋，东起顺时针与卡爾瓦多斯省、奧恩省、马耶讷省和伊勒-维莱讷省接壤。
与佩里耶昂博菲塞勒接壤的市镇（或旧市镇、城区）包括：圣米歇尔德蒙茹瓦、博菲塞勒、布鲁安、加特莫、兰雅尔、瑞维尼莱瓦莱。

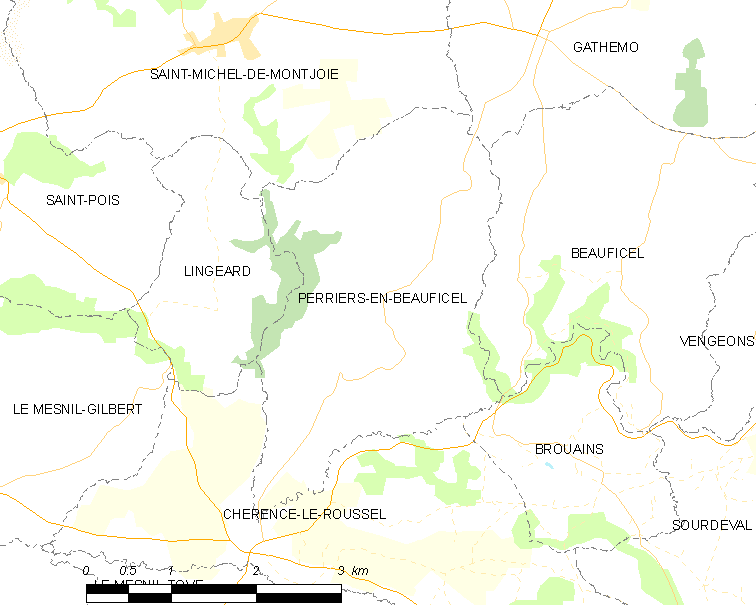
佩里耶昂博菲塞勒的OSM定位图

佩里耶昂博菲塞勒的时区为UTC+01:00、UTC+02:00（夏令时）。

## 行政
佩里耶昂博菲塞勒的邮政编码为50150，INSEE市镇编码为50397。

## 政治
佩里耶昂博菲塞勒所属的省级选区为勒莫尔泰奈县。

## 人口

1962-2008年间佩里耶昂博菲塞勒人口变化图示

佩里耶昂博菲塞勒于2022年1月1日时的人口数量为207人。